# Oreofraga
Oreofraga, monotipski biljni rod grmova iz porodice štitarki, smješten u tribus Heteromorpheae. Jedina vrsta je O. morrisiana, sokotranski endem sa otoka Sokotra i Samha.
Rod je opisan 2019., ali je neobjavljeno